# Cynoglossum leptostachyum
Cynoglossum leptostachyum är en strävbladig växtart som beskrevs av Dc.. Cynoglossum leptostachyum ingår i släktet hundtungor, och familjen strävbladiga växter. Inga underarter finns listade i Catalogue of Life.